# Lubomír Zapletal
Lubomír Zapletal (Olomouc, Checoslovaquia, 31 de diciembre de 1951) es un deportista checoslovaco que compitió en remo.
Ganó dos medallas en el Campeonato Mundial de Remo, bronce en 1977 y plata en 1979, y dos medallas de plata en el Campeonato Europeo de Remo, en los años 1971 y 1973.

## Palmarés internacional
| Campeonato Mundial | Campeonato Mundial       | Campeonato Mundial | Campeonato Mundial |
| Año                | Lugar                    | Medalla            | Prueba             |
| ------------------ | ------------------------ | ------------------ | ------------------ |
| 1977               | Ámsterdam (Países Bajos) | Medalla de bronce  | Cuatro sin timonel |
| 1979               | Bled (Yugoslavia)        | Medalla de plata   | Cuatro sin timonel |
| Campeonato Europeo |                          |                    |                    |
| Año                | Lugar                    | Medalla            | Prueba             |
| 1971               | Copenhague (Dinamarca)   | Medalla de plata   | Dos sin timonel    |
| 1973               | Moscú (URSS)             | Medalla de plata   | Ocho con timonel   |